# Akiko Yamanaka
Akiko Yamanaka (山中燁子, Yamanaka Akiko), née le 6 novembre 1945, est une femme politique japonaise, représentant la préfecture de Chiba à la Chambre des représentants du Japon pour le Shinshintō, puis pour le Parti libéral-démocrate japonais. Elle est nommée en 2005 dans le gouvernement Koizumi III au poste de secrétaire parlementaire chargée des affaires étrangères.

## Jeunesse et études
Yamanaka naît le 6 novembre 1945 à Otaru, dans la préfecture d'Hokkaidō. Elle obtient un diplôme de littérature du collège Tsuda en 1968, et devient la même année professeur adjoint à l'Université de Hokkaidō. Elle obtient un poste de professeur agrégée à l'Université Hokkai Gakuen (en) en 1990.

## Carrière électorale
Elle se présente pour la première fois aux élections législatives lors des élections à la Chambre des représentants de 1996, sous les couleurs du Shinshintō. Elle est élue à la relance proportionnelle. Elle siège à plusieurs commissions, dont celle des affaires étrangères.
Après la dissolution du Shinshintō, elle rejoint le Parti libéral-démocrate japonais, et se présente à sa réélection lors des élections législatives japonaises de 2000, mais échoue à se faire élire.
Elle se représente aux élections législatives japonaises de 2005, toujours avec l'investiture du PLD, mais cette fois dans la deuxième circonscription de la préfecture de Chiba, où elle se fait élire contre le représentant sortant . Elle est alors nommée secrétaire parlementaire chargée des affaires étrangères dans le gouvernement Koizumi III. Elle occupe d'autres postes au sein du cabinet, comme celui de membre du Conseil pour la coopération internationale en matière de paix. Elle est également nommée directrice du bureau des femmes du PLD en 2006.
C'est Yamanaka qui s'est rendue au Monténégro lors de son indépendance de juin 2006, à la fois pour reconnaître son indépendance et pour mettre officiellement fin à un état de guerre qui durait techniquement depuis 102 ans.
Elle échoue à se faire réélire en 2009, et se retire de la vie politique nationale.
Elle conserve néanmoins un poste de conseillère à l'échelle locale dans la ville de Sapporo, où elle est nommée en 2019 conseillère du gouvernement de la ville de Sapporo en matière d'affaires étrangères et de politique internationale.

## Carrière post-électorale
Yamanaka continue son travail de professeur et de conférencière après sa carrière politique, organisant notamment plusieurs conférences sur les relations internationales du Japon dans plusieurs universités et instituts japonais. Elle rejoint notamment l'Institut japonais des affaires internationales. Elle rejoint également le think tank Genron NPO (en) en 2014.
Elle est également depuis 2016 la conseillère spéciale du président de l'ERIA, l'Institut de recherche économique pour l'ASEAN et l'Asie de l'Est (en).
Elle continue également sa carrière académique dans plusieurs universités britanniques, comme Cambridge et Oxford ou l'université d'Harvard.

## Prises de positions
Lors de sa carrière académique ou politique, Yamanaka se spécialise dans les relations internationales et le maintien de la paix, via la diplomatie préventive et l'étude de la négociation.
Elle est également très impliquée dans la prévention des catastrophes naturelles, étant notamment présidente de l'association de prévention internationale des tsunamis.